# Stazione di Kagawa (Kanagawa)
La stazione di Kagawa (香川駅?, Kagawa-eki) è una stazione ferroviaria situata nella città di Chigasaki, nella prefettura di Kanagawa, e serve la linea Sagami della JR East.

## Linee
JR East
■ Linea Sagami

## Struttura
La stazione è dotata di una banchina laterale con un solo binario servente entrambe le direzioni.
| 1-2 | ■ Linea Sagami |               | per Atsugi, Ebina, Kamimizo, Hashimoto e Hachiōji (linea Yokohama) |  |
| 1-2 | ■ Linea Sagami | per Chigasaki |                                                                    |  |

## Stazioni adiacenti
| «              | Servizio     | »            |
| Linea Sagami   | Linea Sagami | Linea Sagami |
| -------------- | ------------ | ------------ |
| Kita-Chigasaki | Locale       | Samukawa     |